# Stød (lingvistik)
 For alternative betydninger, se Stød. (Se også artikler, som begynder med Stød)
Stødet (eller stødtonen) er en enhed i dansk fonologi.

## Fonetik
Stødet kan udtales på flere forskellige måder. I rigsdansk realiseres det normalt som glottal spænding (en spænding i stemmebåndet) med deraf følgende uregelmæssige svingninger i form af knirkestemme eller lignende, men i tydelig tale kan det også realiseres som et glottalt lukke (en lukning af stemmebåndene).
Der er mange sprog, der har en glottal lukkelyd enten som et særligt fonem (således i flere semitiske sprog), som et allofon (f.eks. i cockneyengelsk buʔer = butter) eller som en lyd der opstår i bestemte kontekster (f.eks. den "hårde" forlyd i tysk beʔachten).
På dansk regnes stødet ikke for et selvstændigt fonem, da det lægger sig til stavelsen og ikke er en egentlig lyd i sig selv, men snarere en ændring af artikulationsmåden. Stød er betydningsadskillende i en lang række ord fx: andʔen ~ anden, tændʔer ~ tænder, løʔber ~ løber.

## Ortografi
Stødet bliver ikke betegnet af et særligt bogstav i den danske ortografi. Der er dog en tilbøjelighed til, at enstavelsesord, der ender på -nd (med "stumt" d) har stød, mens enstavelsesord, der ender på -n (med kort vokal), ikke har stød: hund ~ hun, mand. ~ man, vend ~ ven. 
I lydskrift skrives stødet eller det glottale stop med tegnet [ʔ] (U+0294 Latin letter glottal stop), [ˀ] (U+02C0 Modifier letter glottal stop) eller en apostrof.

## Historie
Det danske stød er sandsynligvis opstået af en tidligere musikalsk accent, der svarer til det, man stadig finder på svensk og norsk. Stødet optræder således stort set kun i ord, hvor man på svensk og norsk har akut eller "accent 1", hvorimod de stødløse former i det store og hele svarer til svenske og norske ord med gravis eller "accent 2". F.eks. dansk åndʔen ~ ånden, svensk a´nden ~ a`nden.
Dansk stød og norsk-svensk accent 1 er oprindeligt begrænset til enstavelsesord. Den bestemte artikel (-en, -et, -ene) bliver her ikke opfattet som en del af ordet.
Dette enkle system blev imidlertid forstyrret af, at en række enstavelsesord i løbet af middelalderen blev flerstavelsesord: de ord, der endte på en konsonant + n, r, l fik skudt en støttevokal ind: sitr > dansk sidd’er, svensk si´tter. Desuden var det almindeligt, at fremmede ord fra tysk og latin på -en, er, -el automatisk fik accent 1, siden stød: f.eks. latin regula > dansk reʔgel.
Et andet forstyrrende element er, at en række oprindelige accent 1-ord ikke udvikler stød på dansk, fordi de indeholder lydforbindelser, der ikke er "stødbærende", typisk konsonantforbindelserne rs, rp, rt, rk (f.eks. vers, hårdt, bark) og forbindelserne kort vokal + r, l, n, v, j, d (f.eks. bær, ven, hav, tøj). Sidstnævnte får dog stødet "tilbage", når de påføjes den bestemte artikel (f.eks. bærr’et, venn’en, haʔvet, tøjʔet).

## Fordeling
Stødet volder ofte vanskeligheder, når folk med et andet modersmål vil lære dansk, og det skyldes ikke kun, at lyden er usædvanlig for mange fremmede, men i lige så høj grad, at det er svært at opstille præcise regler for, hvornår stød forekommer.
Det skal dog her forsøges at opstille nogle generelle retningslinjer (listen er dog endnu ikke fuldkommen):

### Stødbasis
1. Der kan kun være stød på lange vokaler, på halvvokalerne j, v, på de stemte frikativer ("blødt") g, d (der på moderne dansk i virkeligheden også er halvvokaler, = hhv. [w]/[j] og [ð̝]) og på nasalerne og likviderne n, m, l og r (sidstnævnte er på moderne dansk en halvvokal, = [ɔ̯]).
2. Der er derimod aldrig stød på korte vokaler, på de ustemte frikativer f, s, på klusilerne p, t, k og ("hårdt") b, d, g.
3. Der er normalt ikke stød foran rs, rp, rt, rk.
Der er dog en række yppige undtagelser (f.eks. far’s, ar’t), og analogien modvirker reglen, således at der er stadig flere sprogbrugere, der har stød i imperativer (f.eks. vir(’)k ligesom stæn’k) og foran suffikset -sel (bar(’)sel (egtl. ikke med -sel, men < barnsøl), færd(’)sel, kør(’)sel ligesom fæng’sel, læng’sel).
4. Der er ikke stød på kort vokal + kort r, l, n, v, j, d i udlyd (slutningen af et ord). Stødet kommer derimod "tilbage", når ordet får en endelse: gud : gud’en, hør : hørr’en.
Eftersom dansk ikke angiver vokallængde andet end ved enkelt- eller dobbeltskrivning af den følgende konsonant, dobbeltskrivning ikke er tilladt i udlyd, kan det være svært at afgøre, om en vokal regnes for kort eller lang. Det kompliceres yderligere af, at forskellen mellem korte og lange vokaler i realiteten er ophævet foran r, v, j, g, d. Man kan som en tommelfingerregel sige: De fleste gamle ord på -ad, -ud, -ød har ikke stød (dog hu(’)d, stu’d, tu’d, glø(’)d, rød’, (adj.) fa’d), hvorimod de fleste gamle ord på -ed, -id, -yd, -åd, -od har stød (dog vod, lod, råd, vid). De fleste ord på -r har stød (dog bær, hør, kar med -rr- foran den bestemte artikel). De ord, der skrives med -n har ikke stød (dog yngre rigsdansk hen’). De fleste ord på l har stød (dog føl, hul, kul, tal, øl). De ord, der skrives med -j har stød (dog tøj, jysk vej).
Undtagelsen træder ud af kraft i verbernes imperativ og præteritum (i stærke verber), f.eks. sid’!, han sad’.
5. Fremmede eller nydannede ord, der ender på kort vokal uden stød eller på kort vokal + n, ng, l, m uden stød får stød, når der tilføjes en endelse (denne regel er en analogisk spejlvending af nr. 4). F.eks. kompromis’et (med stumt s), chateau’et, bon’en, unikumm’et, Chagall’er.

### Substantiverogadjektiver
1. Der er stød på enstavelsesord af dansk oprindelse (med undtagelserne under A2, A3, A4). Ligeledes på de fleste låneord fra latin, græsk og tysk. derimod sjældent på franske og engelske låneord.
2. Substantiver, der har stød, bevarer det foran den bestemte artikel, og substantiver, der burde have haft det efter A1, får det efter A4 og A5.
3. 1. De fleste ord på -el har stød: f.eks. a’del, fly’gel, sa’bel. Undtagelser er engel, gammel, hammel, himmel, saddel, skammel, tommel, vabel og (efter A3) snorkel.
  2. De fleste (uafledte) ord på -er har stød: f.eks. a’ger, fing’er, møn’ster. Undtagelser er anker, broder, cedertræ, fader, hamm(’)er, kejser, kelner, kobb(’)er, krydder, kyper, kælder, moder, peb(’)er, skrædder, sommer, tiger og (efter A3) charter.
Afledninger med -er fra verber (nomina agentis) har ikke stød, f.eks. løber, råber. Andre personbetegnelser, især nationalitetsbetegnelser, med -er har stød: ira’ner, sky’ter. Undtagelser er: morder, dansker, svensker (nogle sprogbrugere har også f.eks. amerikaner, italiener uden stød).
  3. De fleste ord på -en har ikke stød: f.eks. alen, anden, figen, rådden. Undtagelser er: gyld’en, old’en, or’den, slå’en.
4. Flerstavelsessubstantiver og -adjektiver med tryk på en sidste stavelse har stød: be'svæ’r, gene'rel’, situa'tio’n.
5. 1. Substantiver, der har stød i grundformen, mister det foran pluralis på -e: f.eks. huse, sande, be'tjente.
  2. Substantiver, der har stød i grundformen, beholder det som regel foran pluralis på -er: f.eks. bi’ler, fødd’er, tænd’er. Talrige undtagelser: f.eks. jorder.
  3. Substantiver, der har stød i grundformen, beholder det i pluralis på -.
6. 1. Enstavelsesadjektiver, der har stød i grundformen, mister det som regel foran pluralis og bestemt form på -e: glade, lune, danske (dog: fin’ske, fy’nske, skå’nske).
  2. Flerstavelsesadjektiver, der har stød i grundformen, beholder det foran pluralis og bestemt form på -e: eng’elske, ge'me’ne, gene'rell’e.
7. Enstavelsesord med stød mister dette, når de er første led af en sammensætning: f.eks. franskbrø’d, landmand’, jordpåkastelse, tandlæge. Undtaget er sammensætninger med ko’-.
Reglen gælder ikke sammensætninger med "binde-s" (oprindelig = genitiv), hvor der normalt er stød: land’smand’, ta’bstal. Der er dog ikke stød i sammensætninger med skibs-, tids- (og valgfrit i ska(’)bs-).

### Pronominer
1. Pronominer har ikke stød, uanset om de bruges trykstærkt eller tryksvagt: han, hans, vi, vor. Undtaget er mi’n, di’n, si’n, den’, når de bruges trykstærkt.

### Numeralier
1. 1. Enstavelsesord har stød: to’, fem’, tol’v
  2. Flerstavelsesord har ikke stød: fire, otte, elleve
  3. Tierne på -ten har ikke stød: femten.
  4. Ordenstallene på -te har ikke stød: femte, tolvte.
  5. Ordenstallene på -ende har stød, hvis grundformen har stød, ellers ikke: syv’ende, ti’ende, tyvende

### Verber
1. Verbalformer, der har stød efter de følgende regler, mister stødet i tryksvag stilling. Det er ofte tilfældet foran et objekt, hvor fokus er på objektet og ikke på handlingen, f.eks. han spiser 'kager, men han 'spi’ser 'kagen.
2. Der er obligatorisk stød i alle former med forstavelserne be- og for- (bestemm’e, fortal’te) uanset de følgende regler. Der er ligeledes valgfrit stød i alle former med andre forstavelser og i sammensatte verber (forestill(’)ede, indskriv(’)e).
3. Der er ikke stød på infinitiv på tryksvagt -e eller på forkortede former, f.eks. ha, ta (dog at be’), men derimod på infinitiv på trykstærk -e, f.eks. le’, se’, ske’.
4. 1. Der er ikke stød i præsens af verber med præteritum -ede.
  2. Der er som oftest stød i præsens af verber med præteritum -te, f.eks. ly’ser, ta’ler. Undtaget er ord med kort vokal + -ll-/-ld-, -nn-/-nd- (hælder, sender).
  3. Der er stød i præsens af verber med præteritum - eller -t, f.eks. sidd’er, syng’er. Undtaget er gør (efter A4) og de højtidelige lange former bærer, haver, tager over for bæ’r, ha’r, ta’r.
  4. Der er valgfrit stød i præsens på - af de "præteritopræsentiske" verber: kan(’), må(’), skal(’), vil(’), dog aldrig i tør og altid i ved’.
5. Der er ikke stød i præsens participium på -ende og i verbalsubstantiver på -en.
6. Der er stød i imperativ på -: spi’s, hen’t.
7. 1. Der er ikke stød i præteritum på -ede og -te: spiste, hentede
  2. Der er stød i præteritum på -/-t: ba’d, fand’t.
8. 1. Der er ikke stød i præteritum (perfektum) participium på -et eller -en: hentet, funden/-et.
  2. Der er stød på lang vokal i præteritum (perfektum) participium på -t: spi’st, lø’st; stødet bliver bevaret i flertal og i bestemt form. Der er ikke stød, hvis vokalen bliver forkortet: budt, dræbt, slugt.

### Småord
1. 1. Præpositioner har ikke stød, når de er anbragt foran det ord, de styrer: han faldt 'af 'bilen. Præpositionerne (i)genn’em, (i)mell’em, (i)mod’, over, under har derimod altid stød.
  2. Præpositioner har stød, når de er adskilt fra det ord, de styrer, og obligatorisk stød, når de bruges adverbielt: "det var 'den’ 'bi’l, han faldt 'a’f, han 'faldt sgu 'a’f!".
  3. Præpositioner har stød foran forkortet ’n, ’t (= den, det): han 'gled’ 'i’et.
2. 1. Uafledte enstavelsesadverbier har stød: ud’. Undtagen er (efter A4) hen(’).
  2. Uafledte flerstavelsesadverbier har ikke stød: ude, ovre, neden, sønden. Dog: ellers, he’den og præpositioner brugt som adverbier.
3. Konjunktioner har ikke stød: og, eller, end, men.